# CNN Films

Logo

CNN Films ist eine Filmabteilung von CNN, die 2012 ins Leben gerufen wurde. Ihr erster Film, Girl Rising, wurde im Frühjahr 2013 in den USA uraufgeführt. Am 8. Oktober 2012 kündigte CNN die Gründung von CNN Films an und sagte, dass es Original-Dokumentarfilme in Spielfilmlänge erwerben und in Auftrag geben werde, die „eine Reihe von politischen, sozialen und wirtschaftlichen Themen untersuchen“.

## Filmografie (Auswahl)
- 2013: Pandora’s Promise
- 2014: Whitey – Mafiaboss und FBI-Informant (Whitey: United States of America v. James J. Bulger)
- 2015: Glen Campbell: I’ll Be Me
- 2015: Freiwild – Tatort Universität (The Hunting Ground)
- 2018: Three Identical Strangers
- 2022: Nawalny